# Ally Taylor
Alistair „Ally“ Taylor (* 12. September 2001) ist ein schottischer Fußballspieler, der aktuell als Leihspieler vom FC Kilmarnock beim FC Stranraer unter Vertrag steht.

## Karriere
Ally Taylor spielte in seiner Jugend beim FC Kilmarnock. Am 23. Februar 2020 debütierte er im Alter von 18 Jahren für Kilmarnock in der Scottish Premiership gegen Celtic Glasgow, als er für Dario Del Fabro eingewechselt wurde. Auf Seiten von Celtic spielte sein Bruder Greg über die gesamten 90 Spielminuten. Im Juni 2020 verlängerte er seinen Vertrag. 2021 wurde er an den FC Stranraer verliehen.

## Privates
Sein älterer Bruder Greg ist schottischer Nationalspieler und spielt bei Celtic Glasgow.